# Marcel Breuer

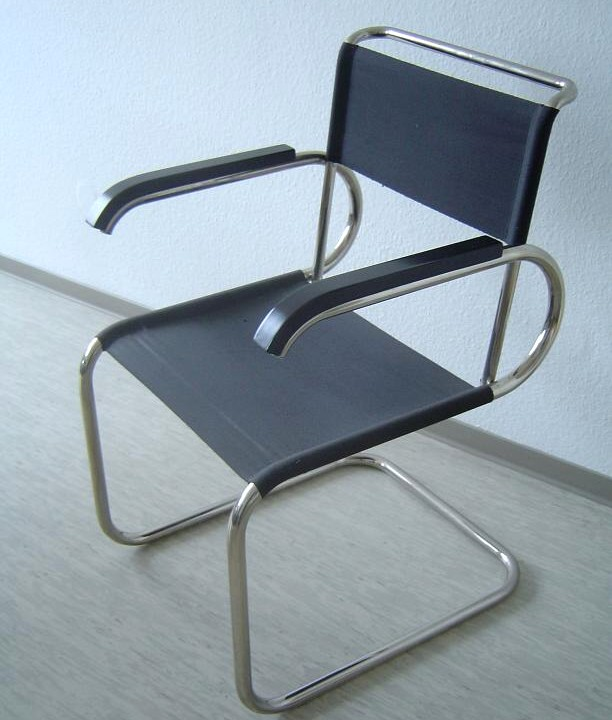
M. Breuer: krzesło zawieszone

Marcel Breuer (właśc. Marcel Lajos Breuer, ur. 21 maja 1902 w Peczu, zm. 1 lipca 1981 w Nowym Jorku) – architekt i projektant form przemysłowych pochodzenia węgierskiego, działający w Niemczech, Wielkiej Brytanii i USA, przedstawiciel stylu międzynarodowego.
Breuer należał do pierwszego rocznika studentów Bauhausu. Będąc jeszcze studentem został tam kierownikiem pracowni meblarskiej i jednym z mistrzów-juniorów. Około 1926 zaprojektował niezależnie od Marta Stama i Miesa van der Rohe tzw. krzesło zawieszone, lecz prawa autorskie sąd ostatecznie przyznał van der Rohe'mu.
Zostawszy na początku lat 30. następcą Neuferta na stanowisku kierownika pracowni Waltera Gropiusa, związał się z nim zawodowo na wiele lat. Wraz z nim przeniósł się do Anglii, aby później przyjąć posadę profesorską w Harvardzie (z Gropiusem jako dziekanem). Rozstanie z Gropiusem na tle nieporozumień osobistych prowadzi do uniezależnienia się Breuera na początku lat 40. Breuer projektował odtąd formy przemysłowe, liczne domy jednorodzinne, lecz też większe budynki biurowe, przede wszystkim zaś urbanistycznie kontrowersyjny gmach UNESCO w Paryżu.
Po II wojnie światowej Breuer odszedł stopniowo od stylu międzynarodowego, zbliżając się do brutalizmu. Zajmował się też problemem wpisania budynku w tkankę miejską.

## Główne dzieła
- dom własny w Lincoln w stanie Massachusetts, 1939
- drugi dom własny w New Canaan w stanie Connecticut, 1948
- dom Gagarina w Big Sur w stanie Kalifornia, 1950
- Whitney Museum of American Art w Nowym Jorku
- biurowce i sala plenarna UNESCO w Paryżu, w kilku etapach 1953–1977 (z Pierem Luigim Nervim i Bernardem Zehrfussem)
- liczne budynki St. John's University w Collegeville w stanie Minnesota
- dom Hoopera w Baltimore, 1959–1960 (z Danem Kiley)